# Anschlag in Macerata
Bei einem Anschlag in Macerata am 3. Februar 2018 feuerte der italienische Rechtsextremist Luca Traini aus seinem fahrenden Auto gezielt auf Schwarze. Er verletzte fünf Männer und eine Frau aus Mali, Ghana, Nigeria und Gambia zum Teil schwer, ein Opfer lebensgefährlich. Alle Verletzten überlebten. Die italienische Regierung und die Staatsanwaltschaft gingen von einem rassistisch motivierten Mordanschlag aus.

## Tathergang
Am Morgen des 3. Februar 2018 fuhr Traini durch die Innenstadt der mittelitalienischen 42.000-Einwohner-Stadt Macerata und feuerte mit einer Pistole auf dunkelhäutige Menschen. Er verletzte fünf Männer und eine Frau. Einer der Männer erlitt lebensgefährliche Brustverletzungen. Zudem wurden die örtlichen Räumlichkeiten der in Italien regierenden sozialdemokratischen Partito Democratico getroffen.
Die Schüsse lösten eine Panik aus. Bürgermeister Romano Carancini verhängte eine Ausgangssperre. Nach den Schüssen zeigte der Täter laut Augenzeugen vor einem Kriegerdenkmal der Stadt in eine italienische Flagge gehüllt einen faschistischen Gruß und schrie „Viva Italia!“. Bei seiner Festnahme rief er laut der Nachrichtenagentur AGI: „Italien den Italienern“.

## Täter
Im Zentrum von Macerata nahm die Polizei den 28-jährigen Luca Traini als Tatverdächtigen fest. In seinem Auto fanden die Beamten eine Pistole. Der Festgenommene gestand Berichten zufolge die Tat. Traini war bei den Gemeindewahlen 2017 als Kandidat der Lega Nord angetreten. Der Tatverdächtige hat laut Innenminister Marco Minniti einen „rechtsextremistischen Hintergrund mit klaren Bezügen zum Neofaschismus und zum Neonazismus“. Bei seiner Verhaftung trug Traini auf seiner Stirn eine Tätowierung in Form einer Wolfsangel, welche ein typisches Symbol der 1982 aufgelösten neofaschistischen Organisation Terza Posizione war. Bei einer Hausdurchsuchung beim Täter wurde Adolf Hitlers Mein Kampf, eine Mussolini-Biografie und weitere rechtsextreme Literatur gefunden. Dabei wurde auch der Computer des Täters beschlagnahmt.

## Reaktionen und Hintergrund
Bei einem Besuch der Stadt erklärte der sozialdemokratische Innenminister Marco Minniti, das Attentat sei rassistisch motiviert gewesen. Die einzige Verbindung zwischen den Opfern sei ihre Hautfarbe. Sein Parteikollege, Italiens Regierungschef Paolo Gentiloni, warnte vor einer Instrumentalisierung des Attentats im Wahlkampf und rief zu Zusammenhalt auf.
Der Vorsitzende der Lega Nord, Matteo Salvini, sagte, wer schieße, sei ein Krimineller, aber „die moralische Verantwortung für jede Episode von Gewalt, die in Italien passiert, haben diejenigen, die [das Land] mit illegalen Einwanderern gefüllt haben“. Der mit der Lega Nord verbündete ehemalige Regierungschef Silvio Berlusconi nannte die Tat die eines geistig gestörten Menschen. Sie habe „keinen klaren politischen Bezug“. Er bezeichnete Migranten unter anderem als „soziale Bombe“.
Der Spitzenkandidat des linken Wahlbündnisses Liberi e Uguali, Pietro Grasso, warf Salvini politische Instrumentalisierung vor. Salvini sei mitverantwortlich für eine Spirale von Hass und Gewalt. Auch Luigi Di Maio von der populistischen Fünf-Sterne-Bewegung äußerte: „Seien wir still und betreiben keinen Wahlkampf auf Kosten des getöteten Mädchens und der Verletzten von heute.“
Wenige Tage vor dem Attentat war in Macerata eine 18-jährige Frau auf grausame Weise getötet worden. Ihre Leichenteile wurden in zwei Koffern gefunden. Hauptverdächtig ist ein nigerianischer Einwanderer, der sich seither in Untersuchungshaft befindet. Bürgermeister Carancini äußerte: „Die Nähe der beiden Ereignisse lässt einen denken, dass es eine Verbindung gibt.“ Auch italienische Medien berichteten über die Vermutung, der Angriff sei eine Reaktion auf den Mord gewesen. Es gibt aber offenbar keine direkte Verbindung zwischen dem mutmaßlichen Attentäter und der getöteten Frau.
Einige Tage nach seiner Festnahme erklärte der Attentäter, er habe die Absicht gehabt, den nigerianischen Mordverdächtigen im Gerichtssaal zu töten. Wegen der großen Zahl von Polizeiaufgebot sei er auf die Idee gekommen, stattdessen zufällig auf jeden farbigen Menschen zu schießen, den er traf. Er verschonte nach eigenen Angaben nur einige „afrikanische Mädchen, die kurz davon waren, die Straße zu überqueren“.
Der Attentäter behauptete auch, die Tat begangen zu haben – nicht nur den Mord an dem Mädchen zu rächen – sondern auch um seine Missbilligung gegen die irreguläre Einwanderung im einundzwanzigsten Jahrhundert auf europäisches Territorium zu zeigen.
Am 4. März 2018 wurde in Italien ein neues Parlament gewählt. Ausländerfeindlichkeit war ein zentrales Wahlkampfthema, insbesondere der Lega Nord, die unter anderem den Mord an der jungen Frau mit der Zuwanderung aus Afrika in Verbindung gebracht hatte. Das rechte Bündnis aus Berlusconis Forza Italia, der Lega Nord und den Fratelli d’Italia lag in Umfragen mit rund 35 % an der Spitze. Silvio Berlusconi kündigte an, 600.000 bis 630.000 Flüchtlinge ohne Asylgrund wieder in ihre Heimat zurückzubringen, wenn seine Partei die Wahl gewinnen sollte.
Der nigerianische Verdächtige wurde später zu lebenslanger Haft und achtzehn Monaten Tagesisolation verurteilt.

## Prozesse
Im Mai 2018 begann der Prozess gegen den Täter vor einem Schwurgericht in Macerata. Am 4. Oktober 2018 wurde er in erster Instanz zu 12 Jahren Haft verurteilt. Am 2. Oktober 2019 bestätigte das Berufungsgericht in Ancona die Verurteilung.